# Yusuke Kondo
Yusuke Kondo (近藤 祐介, Kondo Yusuke) est un footballeur japonais né le 5 décembre 1984. Il évolue au poste d'attaquant au Giravanz Kitakyushu.

## Biographie
Yusuke Kondo commence sa carrière professionnelle au FC Tokyo. En 2006, afin de gagner du temps de jeu, il est prêté pour deux saisons au Vissel Kobe. En 2010, Yusuke Kondo rejoint finalement les rangs du Consadole Sapporo. En janvier 2013, il signe en faveur du Tochigi SC.

## Palmarès
- Vainqueur de la Coupe de la Ligue japonaise en 2004 et 2009 avec le FC Tokyo